# Дин Нин
Дин Нин (кит. упр. 丁宁, пиньинь Dīng Níng, род. 20 июня 1990 года) — китайская спортсменка, игрок в настольный теннис, трёхкратная олимпийская чемпионка, 8-кратная чемпионка мира, трёхкратная победительница Кубка мира. Обладательница символического «большого шлема» настольного тенниса, который обеспечивается индивидуальными победами на чемпионате мира, Кубке мира и на Олимпийских играх.
В ноябре 2011 года Дин Нин впервые стала первой в мировом рейтинге ITTF.

## Биография
Родилась 20 июня 1990 года в городе Дацин провинции Хэйлунцзян в Китае в спортивной семье. Отец занимался конькобежным спортом, мать выступала за сборную провинции Хэйлунцзян по баскетболу.
В возрасте 10 лет Дин Нин переехала в Пекин. В Пекине она начала тренироваться под руководством тренера Ли Суня (Li Sun), тренировавшего также неоднократную чемпионку мира и четырёхкратную олимпийскую чемпионку Чжан Инин. Так же, как и Чжан Инин, Дин Нин выступает за пекинский спортивный клуб «Dayang Jiajiao».
В 2005 году в 15-летнем возрасте успешно дебютировала в качестве профессионального игрока, выступая вместе с Чжан Инин и Го Янь за команду Пекина, занявшую тогда первое место на национальном чемпионате. В том же 2005 году Дин Нин победила на юниорском чемпионате мира в австрийском Линце и впервые появилась на турнирах Про-тура, где лучшим её достижением стал выход в полуфинальную стадию турнира «Sweden Open» (Гётеборг, Швеция).

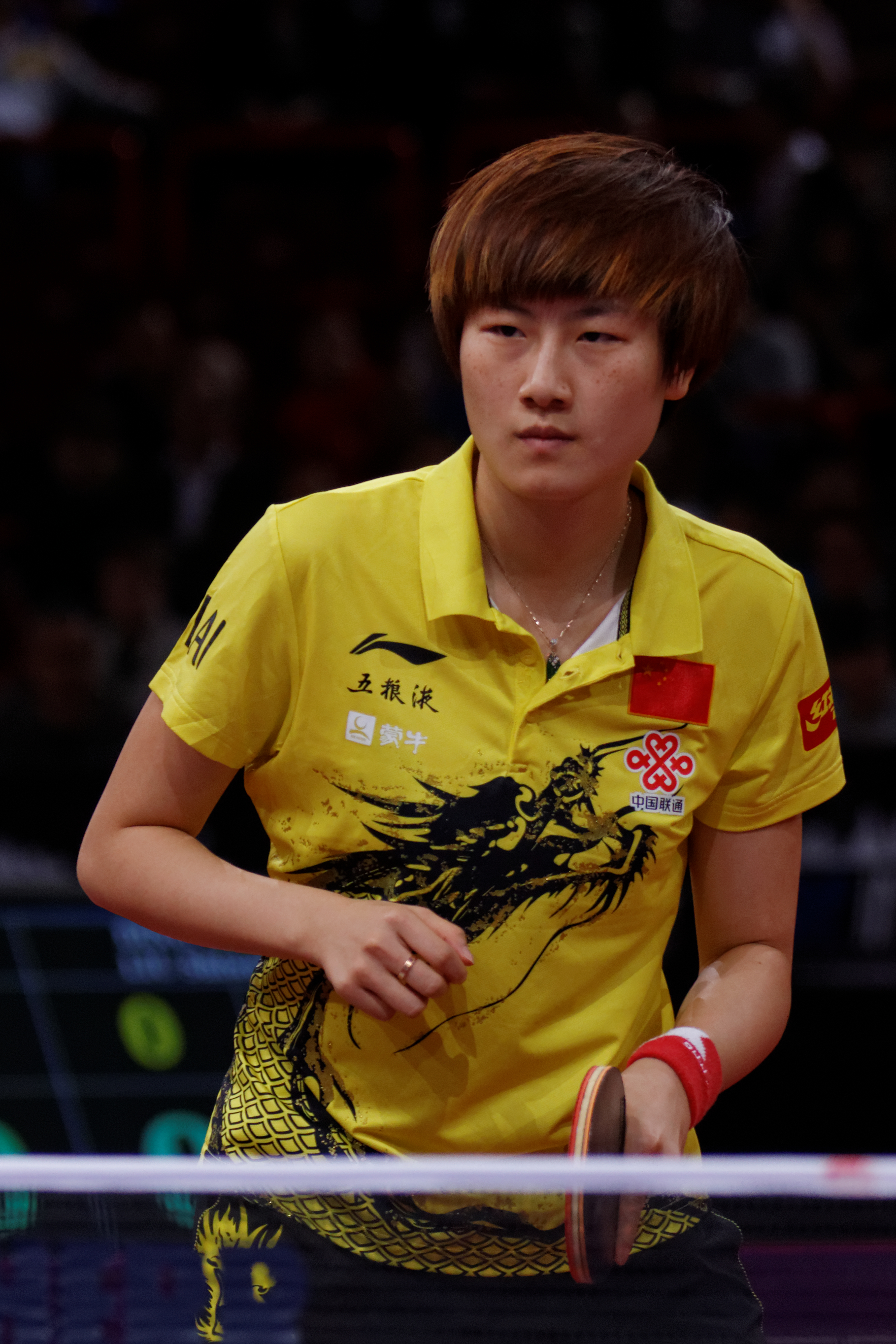
2013 год

В 2010 году Дин Нин проиграла в финале командного чемпионата мира в Москве бывшей китайской спортсменке Фэн Тяньвэй, выступающей за Сингапур. Неудачное выступление Дин Нин и её ровесницы Лю Шивэнь в том финале послужило причиной неожиданного проигрыша команды Китая сборной Сингапура и перерыву в 8-летней серии китайских побед в этих соревнованиях.
2011 год явился самым успешным в спортивной карьере Дин Нин: в этом году она одержала индивидуальную победу в чемпионате мира в Роттердаме, завоевала Кубок Мира в Сингапуре, выиграла три турнира ITTF World Tour и стала первой ракеткой мира. В командном чемпионате 2012 года в Дортмунде Дин Нин вновь играла в составе национальной сборной и в финале снова встретилась с Фэн Тяньвэй, где одержала важную в психологическом плане победу.
В июне 2012 года Дин Нин вместе с другими спортсменками китайской сборной и тренером женской сборной Ши Чжихао вступила в ряды Коммунистической партии Китая.
В олимпийскую сборную Китая Дин Нин была включена в мае 2012 года вместо травмированной Го Янь, которая получила олимпийскую лицензию вместе с Ли Сяося годом ранее благодаря более высокой, чем у Дин Нин, позиции в мировом рейтинге на тот момент. На Олимпийские игры в Лондоне Дин Нин поехала в ранге фаворита. Выиграв в одиночном зачёте, она бы завоевала символический «большой шлем» настольного тенниса. Однако в финале индивидуального олимпийского турнира Дин Нин проиграла со счётом 1:4 своей соотечественнице Ли Сяося. Финал был отмечен жёстким судейством со стороны арбитра встречи Паолы Бонджелли (Paola Bongelli), которая трижды наказывала Дин Нин очками в пользу соперницы за неправильную подачу, а также жёлтой и красной карточкой. Вместе с Ли Сяося и Го Юэ на Лондонской олимпиаде Дин Нин завоевала командное олимпийское золото.
В 2015 году Дин Нин впервые стала победительницей «ITTF World Tour Grand Finals» в одиночном разряде.
Весной 2015 года Дин Нин победила на домашнем чемпионате мира в Сучжоу, обыграв в финале свою соотечественницу Лю Шивэнь. В ходе финального поединка, в седьмом сете, Дин Нин получила травму ноги, после оказания медицинской помощи смогла не только продолжить встречу, но и довести её до победы.
В 2017 году Дин Нин выиграла на чемпионате мира в Дюссельдорфе в одиночном и парном разрядах.
На август 2018 года Дин Нин пятнадцать раз одерживала победы в одиночном разряде на этапах «ITTF World Tour» и один раз на «ITTF World Tour Grand Finals».

## Стиль игры
Дин Нин играет в атакующем стиле левой рукой, используя европейскую хватку.